# NGC 2622
NGC 2622 est une galaxie spirale barrée relativement éloignée et située dans la constellation du Cancer. NGC 2622 a été découverte par l'astronome allemand Albert Marth en 1865.

## Caractéristiques

### Distance
Sa vitesse par rapport au fond diffus cosmologique est de 8 824 ± 17 km/s, ce qui correspond à une distance de Hubble de 130,1 ± 9,1 Mpc (∼424 millions d'al).

### Émission de radiation ultraviolette
NGC 2622 est une galaxie dont le noyau brille dans le domaine de l'ultraviolet. Elle est inscrite dans le catalogue de Markarian sous la cote Mrk 1218 (MK 1218).

## Paire de galaxies en interaction
La vitesse radiale de 8 870 ± 22 km/s de PGC 24266 presque égale à celle de NGC 2622. Comme le montrent les régions étendues de gaz et d'étoiles entre ces deux galaxies, elles sont très certainement en forte interaction gravitationnelle. Cette interaction est sans doute à l'origine de l'activité de NGC 2622, une galaxie active de type Seyfert 1.8.